# Heilmittel gegen Liebe
Heilmittel gegen Liebe (Originaltitel: Lekarstwo na miłość) ist ein polnischer Spielfilm in Schwarzweiß von Jan Batory aus dem Jahr 1966. Das Drehbuch verfasste er selbst zusammen mit Joanna Chmielewska. Von ihr stammt auch die literarische Vorlage, die Erzählung „Klin“. Die Hauptrollen sind mit Kalina Jędrusik, Andrzej Łapicki und Krystyna Sienkiewicz besetzt. In Polen kam das Werk erstmals am 20. Juli 1966 in die Kinos. In der Bundesrepublik Deutschland war es zum ersten Mal am 6. August 1967 unter dem Titel „Medizin gegen Liebe“ im Programm der ARD zu sehen.

## Handlung
Der Film schildert eine Geschichte vom Telefon, einem verliebten Mädchen und einer Geldfälscherbande. Das Telefon klingelt schier ununterbrochen bei Joanna, dem Mädchen, das eigentlich nur auf einen Anruf wartet, doch Freund Janusz meldet sich nicht. Dafür werden bei ihr Bagger verlangt und Direktoren, und ein paar besonders hartnäckige Anrufer halten Joanna für ihre „Zentrale“, von der sie ständig neue Anweisungen verlangen. Schließlich mischt sich auch noch in ein Gespräch zwischen Joanna und ihrer Freundin Halina ungebeten eine Männerstimme, deren Besitzer kurz darauf in Joannas Wohnung erscheint – ein durchaus sympathischer Mann, wie das Mädchen feststellen muss. Leider bleibt dieser nette, junge Mann nicht der einzige Besucher in Joannas Häuslichkeit; ein paar gröber geschnitzte Gestalten suchen hier plötzlich das Mädchen, dem sie es zu verdanken haben, dass ein groß angelegter „Geldtausch“ ins Wasser fiel; denn Joanna, überdrüssig der ständigen Fragen nach der „Zentrale“, hatte zur Selbsthilfe gegriffen und eigene Anweisungen gegeben – mit unerwartetem Erfolg. Nach einer turbulenten Gangsterschlacht hat das Mädchen schließlich mit Hilfe ihres Telefons eine Geldfälscherbande lahmgelegt.

## Kritik
Das Lexikon des internationalen Films kommt zu dem Schluss, es handle sich um ein „originelles Krimilustspiel polnischer Produktion – mit parodistischer Note“. Der Film sei „gefällig inszeniert und munter gespielt, bis zum Schluß amüsant und erfrischend witzig.“ Auch der Evangelische Film-Beobachter zeigt sich voll des Lobes: „Hübscher Spaß voller Witz und Charme und mit vielen Einfällen. Empfehlenswert.“

## Weblink
- Heilmittel gegen Liebe bei IMDb